# El comte Arnau (Morera)
|  | Per a altres significats, vegeu «Comte Arnau (desambiguació)». |

El comte Arnau, estrenat sota el títol de El Comte l'Arnau, visió llegendària, és un poema líric en un acte i quatre quadres amb música d'Enric Morera sobre un poema de Josep Carner, estrenat al Teatre Principal de Barcelona el dia 12 d'octubre de 1905, dins de la temporada dels Espectacles i Audicions Graner (1905-1908) de l'empresari i pintor Lluís Graner.

## Context
Aquesta obra va estrenar els Espectacles i Audicions Graner al Teatre Principal de Barcelona. El poeta Josep Carner va crear quatre quadres diferents amb motius de la vida del personatge mitològic català del Comte Arnau, uns quadres sense cap lligam aparent d'argument únic, però que serveixen per mostrar el caràcter malèvol del comte. Es tracta doncs de representar un tema conegut pel públic català, un tema popular, en l'entorn del teatre líric català i amb un rerefons modernista, amb un estil fonamentalment wagnerià d'espectacle, amb escenes de resolució complicada, com per exemple les cavalcades del comte per l'escenari mentre li surt fum per la capa, tempestes de llamps i trons, el foc de l'ermita i l'aparició dels Mals Esperits dins un sobtat núvol.
Tal va ser l'èxit de l'obra que es van fer al voltant de 200 representacions, i es van vendre uns 10.000 llibrets amb el text.
A l'estrena les decoracions van anar a càrrec de Oleguer Junyent, Miquel Moragas, Salvador Alarma, Fèlix Urgellès i Maurici Vilomara. L'orquestra va ser dirigida pel compositor i mestre director Joan Baptista Lambert, i la direcció escènica a càrrec de l'actor, escenògraf i escriptor Adrià Gual.
Van interpretar l'obra a la seva estrena l'actriu Ferrer (en la comtessa) i els actors Lluís Puiggarí, Carles Capdevila, Artur Balot, Conrad Giralt, Ramon Bataller i Joan Bosch.
Els quatre quadres tenen per títol:
- Quadre I - Els ermitans (decoració de Junyent)
- Quadre II - Els pastors (decoració de Moragas i Alarma)
- Quadre III - Els soldats (decoració d'Urgellès)
- Quadre IV - El castell (decoració de Vilomara)